# Forchhammeria laxiflora
Forchhammeria laxiflora là một loài thực vật có hoa trong họ Capparaceae. Loài này được Lundell mô tả khoa học đầu tiên năm 1966.